# Abdel Zagré
 (août 2025).
Abdel Rachid Noufou Zagré, né le 9 mars 2004 à Bobo-Dioulasso, est un footballeur international burkinabé qui évolue au poste d'avant-centre au FC Sion.

## Biographie

### Carrière en club
Formé à la Jeunesse espoir de Konsa, à Bobo-Dioulasso, Zagré évolue ensuite en Championnat du Burkina Faso, à l'ASF Bobo, puis au RC Kadiogo. Avec ces derniers il marque 9 buts sur la saison 2021-22,,, participant ainsi activement à leur titre national.
En mai 2022, alors qu'il est évoqué dans les radars de Bâle ou d'Anderlecht, il est finalement transféré au FC Sion, signant un contrat de 4 ans avec le club suisse,,,,.
Abdel Zagré passe deux saisons avec le FC Sion, évoluant en première puis en deuxième division suisse. Son parcours européen est moins brillant avec seulement 12 matchs et 1 but en première division, et 6 matchs pour 1 but en deuxième division. Après ces deux saisons, le FC Sion le prête en Turquie, à Sakaryaspor, un club de deuxième division.

### Carrière en sélection
Abdel Zagré est international burkinabé dès les moins de 20 ans, prenant notamment part à la CAN des moins de 20 ans en 2021. Il est ensuite capitaine de la sélection U20 lors des qualifications pour la prochaine compétition continentale. Il y est notamment buteur contre le Nigeria et le Ghana en phase de groupes,.
Appelé en équipe senior pour la première fois en mars 2022, pour une série de matchs amicaux contre la Belgique et le Kosovo,, il fait ses débuts en entrant en jeu contre la Belgique le 29 mars 2022,,.

## Vie privée
Abdel Zagré est le frère cadet de l'international burkinabé Ben Aziz Zagré (en).

## Palmarès
| RC Kadiogo - Championnat du Burkina Faso (1): - Champion : 2021-22. |